# Єскіно (Щолковський міський округ)
Є́скіно (рос. Ескино) — присілок у складі Щолковського міського округу Московської області, Росія.
Стара назва — Єськіно.

## Населення
Населення — 39 осіб (2010; 43 у 2002).
Національний склад (станом на 2002 рік):
- росіяни — 100 %